# キャンパスレコード
キャンパスレコード (Campus Records) は、沖縄県沖縄市久保田のレコード店、レコードレーベル。経営主体である有限会社キャンパスの社長は「民謡界の生き字引」とも「沖縄音楽シーンのご意見番」とも称される「ビセカツ」こと備瀬善勝。岡山県倉敷市のコミュニティFM局FMくらしきで、同社のCMが放送されている。
島唄専門の自社レーベルとして、BCYンナルフォンレコード（単にンナルフォンとも）を展開している。

## 事業内容
1970年に、竹中労が本土から持ち込んだアングラレコードを販売するレコード店として創業。アングラ・レコード・クラブ (URC)、エレックレコード、さらにマルフクレコードの民謡レコードなどを扱った。
小売業にとどまらず、島唄などのCD製作、コンサート企画、アーティストマネージメント、音楽出版業務なども手がけている。
2005年に、東京のリスペクトレコードから、キャンパスレコードの音源によるコンピレーションCD『リスペクトレコードプレゼンツ キャンパスオモテ！ベスト』『リスペクトレコードプレゼンツ キャンパスウラ！ベスト』がリリースされた。
2010年には、コザ市（現・沖縄市）にまつわる曲を、1950年代のSP盤から収録した音源などで収録したCD『コザのうた』を制作した。
2018年には代表の備瀬が、作曲家の普久原恒勇と共に第5回JASRAC音楽文化賞を受賞した。